# Routelle
Routelle är en kommun i departementet Doubs i regionen Bourgogne-Franche-Comté i östra Frankrike. Kommunen ligger i kantonen Boussières som tillhör arrondissementet Besançon. År 2018 hade Routelle 508 invånare.

## Befolkningsutveckling
Antalet invånare i kommunen Routelle
Referens:INSEE